# Шляпин, Георгий Епифанович
Гео́ргий Епифа́нович Шля́пин (1911 — 1987, Волгоград, СССР) — советский футболист, нападающий. Участник «Матча на руинах Сталинграда».

## Карьера

ФК «Трактор» Сталинград. 1938 год. Георгий Шляпин четвёртый справа

Воспитанник одесского футбола. Представитель футбольной семьи. Братья Николай и Михаил также были футболистами. Михаил в 1950-х годах стал арбитром всесоюзной категории, а Николай выступал за сталинградское Динамо.
Во время Сталинградской битвы работал на связи ВЧ в одном из штабов.
В 1946 году Георгию Шляпину было присвоено звание судьи республиканской категории по футболу и хоккею.
15 мая 1947 года судил матч чемпионата СССР между сталинградским «Трактором» и московским ВВС. Главный тренер команды ВВС Анатолий Тарасов нарушал правила, так как стоял за воротами своего вратаря и постоянно подсказывал игрокам, поучал судью и активно вмешивался в его действия. Неоднократные требования Георгия Шляпина покинуть запретную зону тренер игнорировал. Пришлось вмешаться директору стадиона Рудину. Директор стадиона попросил тренера не нарушать правила и отойти от ворот. В ответ на это Анатолий Тарасов совершил хулиганский поступок по отношению к директору стадиона, а выбежавшие с поля футболисты ВВС набросились на него. Этот беспрецедентный случай вызвал возмущение всех зрителей, которые бросились к месту инцидента. Милиция не смогла остановить поток болельщиков. На 83-й минуте при счёте 2:2 судья матча Георгий Шляпин остановил игру и увёл команды с поля. Приказом Всесоюзного Комитета по делам физкультуры и спорта команде ВВС в этом матче было засчитано поражение. А руководство клуба освободило от работы главного тренера ВВС Анатолия Тарасова.

## Статистика выступлений в высшем дивизионе
| Команда              | Сезон | Чемпионат | Чемпионат | Чемпионат | Кубок | Кубок | Итого | Итого |
| Команда              | Сезон | Уров.     | Игры      | Голы      | Игры  | Голы  | Игры  | Голы  |
| -------------------- | ----- | --------- | --------- | --------- | ----- | ----- | ----- | ----- |
| Трактор (Сталинград) | 1937  | IV        | 11        | 9         | 2     | 2*    | 13    | 11*   |
| Трактор (Сталинград) | 1938  | I         | 20        | 4         | 0     | 0     | 20    | 4     |
| Трактор (Сталинград) | 1939  | I         | 1         | 0         | 0     | 0     | 1     | 0     |
| Трактор (Сталинград) | Итого | Итого     | 32        | 13        | 2     | 2*    | 34    | 15*   |
| Динамо (Одесса)      | 1939  | I         | 6         | 0         | 0     | 0     | 6     | 0     |
| Всего                | Всего | Всего     | 38        | 13        | 2     | 2*    | 40    | 15*   |

Примечание: знаком * отмечены ячейки, данные в которых возможно больше указанных.